# Veronika Elsner
Veronika Elsner (geboren 1952) ist eine deutsche Schriftgestalterin.

## Leben und Wirken
Von 1970 bis 1974 studierte Veronika Elsner an der Fachhochschule für Gestaltung Hamburg und arbeitete dann bereits an der Digitalisierung von Schriften. Anschließend war sie als freie Mitarbeiterin beim NDR u. a. Firmen tätig und arbeitete bereits dort mit der Schriftherstellungssoftware Ikarus. 1985 gründete sie im gemeinsam mit Günther Flake das EF Designstudio. 1986 gründete das Gestalterduo die Firma Elsner+Flake, die Schriften in digitaler Form anbieten. 1992 folgte die Gründung des Versandhandels Elsner + Flake Fontinform GmbH. Neben dem Schriftvertrieb bietet das Gestalterpaar auch Schriftberatung, Erstellung von firmenspezifischen Schriften sowie technische Beratung an. Dadurch wurde das Designbüro zum Verbindungsstück zwischen Schriftgestaltung und -herstellung.

## Werke
Bereits 1977 begann sie im gemeinsam mit Flake geführten Büro mit experimentellen typografischen Arbeiten, die in die Zusammenarbeit mit führenden Unternehmensberatern mündeten und zu neuen Ansätzen in der Konzeption führten. Sehr früh entstand so eine Formensprache, die sich erst in den späten 1980ern, mit der Verbreitung der Personal Computer, durchsetzte. Die Schriftbibliothek von Elsner+Flake umfasst ca. 2500 Schriften, darunter die Gruppe ›Typoart‹ mit 40 Schriften des VEB Typoart, der einzigen Schriftgießerei der ehemaligen DDR, und eine Edition digitalisierter Bleisatzschriften. Seit im Zuge der Globalisierung international einsetzbare Schriften an Bedeutung gewonnen haben, werden zunehmend Schriften mit griechischen, hebräischen und kyrillischen Glyphen angeboten. Seit 2000 vertreiben Veronika Elsner und Günther Flake die Schriften online.